# Pseudorgyia russula
Pseudorgyia russula är en fjärilsart som beskrevs av Augustus Radcliffe Grote 1883. Pseudorgyia russula ingår i släktet Pseudorgyia och familjen nattflyn. Inga underarter finns listade.